# Han Mu Do
Le Han Mu Do (coréen : " La voie des arts martiaux coréens ") est un art martial de self-défense. Le système a été créé par l'historien en arts martiaux coréens le docteur KIMM He Young (également Grand-Maître de Hapkido, Kuk Sul Won, Taekwondo et Yudo). Il est le fondateur et, en 2005, le président de l'Association Mondiale de Han Mu Do (World Han Mu Do Association). Le Han Mu Do est reconnu par le gouvernement coréen, il est enregistré sous le n° 534 en tant qu'art martial traditionnel coréen, le terme est donc protégé.
La voie est représentée par la philosophie coréenne " Han ". La philosophie est incorporée dans les stratégies coréennes de combat.

Les techniques martiales du Han Mu Do sont basées sur les principes de l'eau, du cercle, des mouvements dans les neuf directions et des mouvements naturels du corps.
La stratégie mentale est contrôlée par la respiration et l'esprit, " Yu Shin Kang Kwon Han " (esprit sans violence, poing fort), et à plus haut niveau, " Mu Shin Mu Kwon " (esprit vide, poing vide). Par cet état de fluidité et de non violence, l'attaque en force de l'adversaire est pénétrée et enveloppée.
La visée de la défense en Han Mu Do est d'amener l'adversaire au sol pour l'immobiliser, lorsque les coups frappés ou les coups de pied n'ont pas eu d'effet, puis de lui appliquer une clé ou un étranglement.

## La philosophie coréenneHan
La philosophie Han est basée sur quatre interprétations caractéristiques distinctes :
" Han " signifie chef ou meneurle peuple coréen a toujours cherché à être sous la direction de détenteurs de hautes positions sociales. Les exemples sont le roi, le chef de l'état, le père, le chef de famille, le chef de classe et le professeur. Ils sont considérés comme les personnes les plus importantes dans une société.
" Han " signifie grand ou ensemblechaque personne est considérée comme un élément vital d'une communauté, comme d'un ensemble. L'harmonie à l'intérieur de cette communauté, comme de cet ensemble est très importante dans la poursuite du bonheur aussi bien pour l'individu que pour le pays.
" Han " signifie brillance ou optimismela " brillance " dans le langage coréen sous-entend la paix, la " pureté ", l'honnêteté dans la vie. Pour être optimiste, peu importe les épreuves que nous avons dû affronter par le passé.
" Han " signifie haut degré d'instructionle peuple coréen a toujours accordé une grande valeur à l'éducation et à la culture. Les coréens se sont toujours efforcés d'exceller dans l'apprentissage, que ce soit en littérature ou dans l'étude des arts martiaux.
La philosophie " Han " imprègne chaque facette de la société coréenne. Ces caractéristiques sont très ancrées dans la culture coréenne, la religion, l'économie, la politique et spécialement dans les arts martiaux.
Elles jouèrent un rôle déterminant dans la constitution de l'identité coréenne.
Choi Chi Won, le prééminent érudit et guerrier du royaume de Silla, écrivait à propos de la philosophie " Han " sur la pierre tombale de Nan Nang :
" L'introduction du Confucianisme en Corée a renforcé les valeurs " Han " de respect aux parents, au professeur, au roi et de loyauté envers le pays. L'introduction du Taoïsme a renforcé la philosophie de l'harmonie avec la nature et avec les autres êtres humains.
Et l'introduction du Bouddhisme a renforcé les valeurs d'amour et d'entraide mutuelle entre les citoyens d'une même société ".

## Le programme technique du Han Mu Do
- les conditionnements physique et mental,
- les coups frappés avec les membres supérieurs et les coups de pied,
- les techniques des coups de tête,
- les techniques d'attaque sur les points de pression et les cavités,
- les techniques des contrôles articulaires et des luxations,
- les techniques des étranglements,
- les techniques des projections,
- les techniques des immobilisations et du combat au sol,
- les techniques du Taï Chi coréen (Han Tae Keuk),
- les techniques des armes coréennes,
- le combat libre (Dae Ryun).